# جورج غولياس
جورج غولياس (بالسويدية: Georg Gulyás)‏ هو عازف الغيتار الكلاسيكي وموسيقي سويدي، ولد في 5 أكتوبر 1968.